# バンブー (セッション・バンド)
バンブー（BAMBOO）は、日本のセッション・バンド。 
1974～75年に活動し、70年代クロスオーバー・ブームの走りとなった。 75年後半、カミーノに発展。

## 在籍メンバー
- 大村憲司（ギター）
- 小原礼（ベース）
- 今井裕（キーボード）
- ジョン山崎（キーボード）
- 浜口茂外也（フルート、パーカッション）
- マーティン・ウィルウェバー（ドラム）
- 林立夫（ドラム）
- 村上秀一（ドラム、パーカッション）

| スタブアイコン | サブスタブ | この項目は、まだ閲覧者の調べものの参照としては役立たない、音楽関係者（バンド等）に関連した書きかけの項目です。この項目を加筆・訂正などしてくださる協力者を求めています（P:音楽/PJ:芸能人）。 |